# Sainte-Marie-au-Bosc
Sainte-Marie-au-Bosc é uma comuna francesa na região administrativa da Normandia, no departamento de Sena Marítimo. Estende-se por uma área de 3,2 km². Em 2010 a comuna tinha 376 habitantes (densidade: 117,5 hab./km²).